# 붉은점모시나비
붉은점모시나비(영어: Parnassius bremeri)는 호랑나비과의 한 종류이다. 애벌레는 기린초를 먹는다. 한국에서는 1989년 특정야생동·식물로 지정되어 보호 받아 왔으며, 관련 법의 개정에 따라 2017년 멸종위기 야생생물 Ⅰ급으로 지정되어 관리되고 있다.
1. 1 2  국립생물자원관. “붉은점모시나비”. 《한반도의 생물다양성》. 대한민국 환경부.
2. ↑  “멸종위기 야생생물 포털”. 2021년 11월 3일에 확인함.